# フランツ・ブライトハウプト

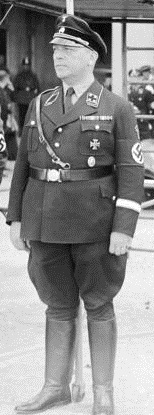
フランツ・ブライトハウプト（親衛隊中佐時）

フランツ・ブライトハウプト（Franz Breithaupt、1880年12月8日 - 1945年4月28日）は、ナチス・ドイツの親衛隊の将軍。親衛隊の12ある本部の1つ「親衛隊法務本部」の本部長を務めた。最終階級は親衛隊大将及び武装親衛隊大将。

## 略歴

### 初期の人生
1880年12月8日にプロイセン王国軍の大尉の息子としてベルリンで生まれる。
1891年に陸軍士官学校に入り、1899年に卒業した後第42歩兵連隊の第5大隊に配属された。1905年10月に第42歩兵連隊の第3大隊に転属した。
第一次世界大戦が勃発すると、1914年8月に第42歩兵連隊の第5中隊の指揮官に任命される。1914年5月20日に大尉へと昇進した。1914年8月に頭部を負傷して入院するも10月には戦線へ復帰した。大戦中に一級鉄十字章および二級鉄十字章、戦傷章の黒章と銀章を受章した。
ドイツ敗戦後の1919年に、エアハルト海兵旅団に参加し1921年まで所属した。その後はドイツ体操協会を1923年から1931年まで管理していた。 1929年4月1日から11月15日まで鉄兜団に所属した。

### 親衛隊入隊後
1931年8月1日に国家社会主義ドイツ労働者党に入党（党員番号602,663）。 1931年11月27日に突撃隊へ入隊。
1932年12月1日に親衛隊へ入隊（隊員番号39,719）。1933年7月31日から親衛隊全国指導者ハインリヒ・ヒムラーの幕僚となり、同時に親衛隊中佐となる。11月15日には親衛隊大佐へと昇進している。1935年5月1日に親衛隊ベルリン守備隊の名誉指導者となる。 1935年12月6日に国家社会主義帝国体育連盟ベルリン＝ブランデンブルクの名誉スポーツ大管区指導者となった。1936年4月1日からは親衛隊本部に所属する。1937年4月20日から親衛隊法務局における副官に任じられた。12月20日に外国為替に冠する法に違反したために懲戒処分を受けたが1938年4月14日に許されている。11月9日に親衛隊少将に昇進する。1939年11月1日から12月5日まで第8SS髑髏連隊指揮官を、12月6日から1940年9月20日まで第5SS髑髏連隊指揮官を務めた。1940年1月29日に民族裁判所の名誉判事となる。
1940年10月25日にブレスラウの警察署長に任命され、1942年8月15日まで務めた。12月20日に国家社会主義帝国体育連盟のシュレージエンにおける指導者となり、1941年2月にニーダーシュレージエンのスポーツ大管区指導者に任じられた。5月1日にはブレスラウにおける刑事警察の指導者となる。1941年からドイツ水難救助協会の会長となる。
1942年1月1日に親衛隊全国指導者幕僚となり、3月1日から国家保安本部に所属する。8月15日に親衛隊法務本部の本部長に任命され、同時に親衛隊中将及び武装親衛隊中将へ昇進した。10月には国家社会主義帝国体育連盟のミュンヘン＝オーバーバイエルンにおけるスポーツ大管区指導者に任じられた。1944年4月20日には、親衛隊大将及び武装親衛隊大将に昇進した。
1945年4月28日にバッハにて、部下のカール・ラング親衛隊少尉によって射殺された。

## キャリア

### 階級
出典
- 1900年8月18日、少尉
- 1910年1月27日、中尉
- 1914年5月20日、大尉
- 1919年11月、退役少佐
- 1931年11月27日、突撃隊少佐
- 1932年12月1日、親衛隊少佐
- 1933年7月26日、親衛隊中佐
- 1933年11月15日、親衛隊大佐
- 1934年11月8日、親衛隊上級大佐
- 1938年11月9日、親衛隊少将
- 1942年8月15日、親衛隊中将及び武装親衛隊中将
- 1944年4月20日、親衛隊大将及び武装親衛隊大将

### 受章歴
出典
- ホーエンツォレルン王家勲章剣付き騎士十字章（1917年6月9日受章）
- 鉄十字勲章
  - 1914年版二級鉄十字章(1914年9月22日受章)
  - 1914年版一級鉄十字章(1916年5月31日受章)
- 戦功十字章
  - 二級十字章(1942年5月1日受章)
  - 一級十字章(1943年1月30日受章)
- バイエルン軍功十字章（ドイツ語版）
  - 四級（1915年2月22日受章）
- 戦傷章
  - 銅章（1918年8月10日）
  - 銀章（1918年8月10日）
- 1938年3月13日記念メダル
- 1938年10月1日記念メダル
- 名誉十字章
  - 前線戦士章（1934年受章）
- 勤続章（ドイツ語版）
  - ナチ党勤続章
    - 銅章
- 親衛隊全国指導者名誉長剣(1935年11月9日)
- 親衛隊名誉リング(1937年12月1日)